# Stadion Metałurh w Krzywym Rogu
Stadion Metałurh (ukr. Стадіон «Металург») – wielofunkcyjny stadion w Krzywym Rogu na Ukrainie.
Swoje mecze rozgrywa na nim klub piłkarski Krywbas Krzywy Róg. Po rekonstrukcji stadion dostosowano do wymóg standardów UEFA i FIFA, wymieniono stare siedzenia na siedzenia z tworzywa sztucznego. Rekonstruowany stadion może pomieścić 29 783 widzów. 14 czerwca 2006 na stadionie odbył się dodatkowy "złoty" mecz o tytuł mistrza Ukrainy.